# Lista över fornlämningar i Vingåkers kommun
Lista över fornlämningar i Vingåkers kommun är en förteckning av ett urval av de fornlämningar som finns i Vingåkers kommun.

## Västra Vingåker
| Namn                               | Lämningstyp                 | Tillkomsttid | Historisk indelning           | Plats     | Läge                 | ID-nr          | Bild                                      |
| ---------------------------------- | --------------------------- | ------------ | ----------------------------- | --------- | -------------------- | -------------- | ----------------------------------------- |
| Västra Vingåker 15:1               | Stensättning                |              | Västra Vingåker, Södermanland |           | 58.981089, 15.887262 | 10038900150001 | Ladda upp en bild av detta fornminne      |
| Sö 73 (Västra Vingåker 15:2)       | Runristning                 |              | Västra Vingåker, Södermanland | Lyttersta | 58.981089, 15.887262 | 10038900150002 | Ladda upp en till bild av detta fornminne |
| Västra Vingåker 18:1               | Gravfält                    |              | Västra Vingåker, Södermanland |           | 58.977188, 15.760176 | 10038900180001 | Ladda upp en bild av detta fornminne      |
| Västra Vingåker 33:1               | Stensättning                |              | Västra Vingåker, Södermanland |           | 59.076713, 16.016829 | 10038900330001 | Ladda upp en bild av detta fornminne      |
| Västra Vingåker 34:1               | Gravfält                    |              | Västra Vingåker, Södermanland |           | 59.080083, 16.026822 | 10038900340001 | Ladda upp en bild av detta fornminne      |
| Sö 74 (Västra Vingåker 36:1)       | Runristning                 |              | Västra Vingåker, Södermanland | Ålsäter   | 59.022377, 16.089734 | 10038900360001 | Ladda upp en bild av detta fornminne      |
| Västra Vingåker 38:1               | Gravfält                    |              | Västra Vingåker, Södermanland |           | 59.016106, 15.715194 | 10038900380001 | Ladda upp en bild av detta fornminne      |
| Västra Vingåker 40:1               | Stensättning                |              | Västra Vingåker, Södermanland |           | 59.044869, 15.762222 | 10038900400001 | Ladda upp en bild av detta fornminne      |
| Västra Vingåker 42:1               | Gravfält                    |              | Västra Vingåker, Södermanland |           | 59.032160, 15.708758 | 10038900420001 | Ladda upp en bild av detta fornminne      |
| Västra Vingåker 45:1               | Stensättning                |              | Västra Vingåker, Södermanland |           | 59.024613, 16.064089 | 10038900450001 | Ladda upp en bild av detta fornminne      |
| Västra Vingåker 45:2               | Stensättning                |              | Västra Vingåker, Södermanland |           | 59.024722, 16.064005 | 10038900450002 | Ladda upp en bild av detta fornminne      |
| Västra Vingåker 50:1               | Röse                        |              | Västra Vingåker, Södermanland |           | 58.999669, 16.016983 | 10038900500001 | Ladda upp en bild av detta fornminne      |
| Västra Vingåker 50:2               | Stensättning                |              | Västra Vingåker, Södermanland |           | 58.999605, 16.017138 | 10038900500002 | Ladda upp en bild av detta fornminne      |
| Västra Vingåker 50:3               | Stensättning                |              | Västra Vingåker, Södermanland |           | 58.999543, 16.017015 | 10038900500003 | Ladda upp en bild av detta fornminne      |
| Västra Vingåker 51:1               | Stensättning                |              | Västra Vingåker, Södermanland |           | 59.003553, 16.021708 | 10038900510001 | Ladda upp en bild av detta fornminne      |
| Västra Vingåker 52:1               | Stensättning                |              | Västra Vingåker, Södermanland |           | 58.977931, 15.962352 | 10038900520001 | Ladda upp en bild av detta fornminne      |
| Västra Vingåker 70:1               | Stensättning                |              | Västra Vingåker, Södermanland |           | 59.060502, 15.784279 | 10038900700001 | Ladda upp en bild av detta fornminne      |
| Västra Vingåker 71:1               | Stensättning                |              | Västra Vingåker, Södermanland |           | 59.060871, 15.783678 | 10038900710001 | Ladda upp en bild av detta fornminne      |
| Västra Vingåker 71:2               | Stensättning                |              | Västra Vingåker, Södermanland |           | 59.060808, 15.783810 | 10038900710002 | Ladda upp en bild av detta fornminne      |
| Sö 71 (Västra Vingåker 73:1)       | Runristning                 |              | Västra Vingåker, Södermanland | Hansta    | 59.063292, 15.836166 | 10038900730001 | Ladda upp en till bild av detta fornminne |
| Västra Vingåker 79:1               | Gravfält                    |              | Västra Vingåker, Södermanland |           | 59.036633, 15.875388 | 10038900790001 | Ladda upp en till bild av detta fornminne |
| Västra Vingåker 99:1               | Gravfält                    |              | Västra Vingåker, Södermanland |           | 59.060437, 15.893809 | 10038900990001 | Ladda upp en bild av detta fornminne      |
| Västra Vingåker 102:1              | Gravfält                    |              | Västra Vingåker, Södermanland |           | 59.057048, 15.947995 | 10038901020001 | Ladda upp en bild av detta fornminne      |
| Västra Vingåker 113:1              | Stensättning                |              | Västra Vingåker, Södermanland |           | 59.028901, 15.971085 | 10038901130001 | Ladda upp en bild av detta fornminne      |
| Västra Vingåker 113:2              | Stensättning                |              | Västra Vingåker, Södermanland |           | 59.029000, 15.971086 | 10038901130002 | Ladda upp en bild av detta fornminne      |
| Västra Vingåker 113:4              | Stensättning                |              | Västra Vingåker, Södermanland |           | 59.028857, 15.970875 | 10038901130004 | Ladda upp en bild av detta fornminne      |
| Västra Vingåker 119:1              | Röse                        |              | Västra Vingåker, Södermanland |           | 59.004021, 15.794375 | 10038901190001 | Ladda upp en bild av detta fornminne      |
| Västra Vingåker 126:1              | Begravningsplats            |              | Västra Vingåker, Södermanland |           | 59.071241, 15.999974 | 10038901260001 | Ladda upp en bild av detta fornminne      |
| Uvberget (Västra Vingåker 127:1)   | Fornborg                    |              | Västra Vingåker, Södermanland |           | 59.053789, 15.998794 | 10038901270001 | Ladda upp en bild av detta fornminne      |
| Hundberget (Västra Vingåker 128:1) | Fornborg                    |              | Västra Vingåker, Södermanland |           | 59.058364, 16.009928 | 10038901280001 | Ladda upp en bild av detta fornminne      |
| Västra Vingåker 129:1              | Gravfält                    |              | Västra Vingåker, Södermanland |           | 59.050352, 16.008627 | 10038901290001 | Ladda upp en bild av detta fornminne      |
| Västra Vingåker 130:1              | Stensättning                |              | Västra Vingåker, Södermanland |           | 59.051335, 16.016512 | 10038901300001 | Ladda upp en bild av detta fornminne      |
| Västra Vingåker 130:2              | Stenkrets                   |              | Västra Vingåker, Södermanland |           | 59.051397, 16.016653 | 10038901300002 | Ladda upp en bild av detta fornminne      |
| Västra Vingåker 131:1              | Stensättning                |              | Västra Vingåker, Södermanland |           | 59.050455, 16.010312 | 10038901310001 | Ladda upp en bild av detta fornminne      |
| Västra Vingåker 142:1              | Stensättning                |              | Västra Vingåker, Södermanland |           | 59.068179, 15.724054 | 10038901420001 | Ladda upp en bild av detta fornminne      |
| Ålö (Västra Vingåker 145:1)        | Lägenhetsbebyggelse         |              | Västra Vingåker, Södermanland |           | 59.035054, 15.737585 | 10038901450001 | Ladda upp en bild av detta fornminne      |
| Mene (Västra Vingåker 146:1)       | Lägenhetsbebyggelse         |              | Västra Vingåker, Södermanland |           | 59.041020, 15.735383 | 10038901460001 | Ladda upp en bild av detta fornminne      |
| Västra Vingåker 188:1              | Stensättning                |              | Västra Vingåker, Södermanland |           | 59.071559, 15.706417 | 10038901880001 | Ladda upp en bild av detta fornminne      |
| Västra Vingåker 200:1              | Stensättning                |              | Västra Vingåker, Södermanland |           | 59.099763, 15.748741 | 10038902000001 | Ladda upp en bild av detta fornminne      |
| Västra Vingåker 202:1              | Stensättning                |              | Västra Vingåker, Södermanland |           | 59.100341, 15.783233 | 10038902020001 | Ladda upp en bild av detta fornminne      |
| Västra Vingåker 203:1              | Stensättning                |              | Västra Vingåker, Södermanland |           | 59.095613, 15.783815 | 10038902030001 | Ladda upp en bild av detta fornminne      |
| Västra Vingåker 205:1              | Stensättning                |              | Västra Vingåker, Södermanland |           | 59.099411, 15.745177 | 10038902050001 | Ladda upp en bild av detta fornminne      |
| Västra Vingåker 206:1              | Stensättning                |              | Västra Vingåker, Södermanland |           | 59.099521, 15.747124 | 10038902060001 | Ladda upp en bild av detta fornminne      |
| Västra Vingåker 212:1              | Stensättning                |              | Västra Vingåker, Södermanland |           | 59.064159, 15.705131 | 10038902120001 | Ladda upp en bild av detta fornminne      |
| Västra Vingåker 547                | Stensättning                |              | Västra Vingåker, Södermanland |           | 59.005656, 16.070136 | 12000000008064 | Ladda upp en bild av detta fornminne      |
| Västra Vingåker 549                | Grav markerad av sten/block |              | Västra Vingåker, Södermanland |           | 59.005643, 16.070277 | 12000000008069 | Ladda upp en bild av detta fornminne      |
| Jonstorpet (Västra Vingåker 597)   | Lägenhetsbebyggelse         |              | Västra Vingåker, Södermanland |           | 59.024924, 16.021200 | 12000000009395 | Ladda upp en bild av detta fornminne      |
| Västra Vingåker 618                | Stensättning                |              | Västra Vingåker, Södermanland |           | 58.960932, 15.990137 | 12000000009436 | Ladda upp en bild av detta fornminne      |
| Västra Vingåker 620                | Stensättning                |              | Västra Vingåker, Södermanland |           | 58.967829, 15.985910 | 12000000009438 | Ladda upp en bild av detta fornminne      |
| Västra Vingåker 634                | Stensättning                |              | Västra Vingåker, Södermanland |           | 58.963290, 15.989825 | 12000000009468 | Ladda upp en bild av detta fornminne      |
| Västra Vingåker 673                | Kvarn                       |              | Västra Vingåker, Södermanland |           | 59.018006, 15.977195 | 12000000112731 | Ladda upp en bild av detta fornminne      |

## Österåker
| Namn                            | Lämningstyp  | Tillkomsttid | Historisk indelning     | Plats | Läge                 | ID-nr          | Bild                                 |
| ------------------------------- | ------------ | ------------ | ----------------------- | ----- | -------------------- | -------------- | ------------------------------------ |
| Österåker 6:1                   | Stensättning |              | Österåker, Södermanland |       | 59.109324, 16.012740 | 10039500060001 | Ladda upp en bild av detta fornminne |
| Österåker 6:2                   | Stensättning |              | Österåker, Södermanland |       | 59.109495, 16.012654 | 10039500060002 | Ladda upp en bild av detta fornminne |
| Österåker 7:1                   | Stensättning |              | Österåker, Södermanland |       | 59.110125, 16.012187 | 10039500070001 | Ladda upp en bild av detta fornminne |
| Österåker 8:1                   | Stensättning |              | Österåker, Södermanland |       | 59.110420, 15.993290 | 10039500080001 | Ladda upp en bild av detta fornminne |
| Österåker 9:1                   | Stensättning |              | Österåker, Södermanland |       | 59.098324, 15.979539 | 10039500090001 | Ladda upp en bild av detta fornminne |
| Österåker 10:1                  | Gravfält     |              | Österåker, Södermanland |       | 59.133148, 15.996457 | 10039500100001 | Ladda upp en bild av detta fornminne |
| Österåker 11:1                  | Gravfält     |              | Österåker, Södermanland |       | 59.133180, 15.998587 | 10039500110001 | Ladda upp en bild av detta fornminne |
| Österåker 17:1                  | Gravfält     |              | Österåker, Södermanland |       | 59.128754, 15.971853 | 10039500170001 | Ladda upp en bild av detta fornminne |
| Österåker 19:1                  | Stenkrets    |              | Österåker, Södermanland |       | 59.121910, 15.948384 | 10039500190001 | Ladda upp en bild av detta fornminne |
| Österåker 19:2                  | Stenkrets    |              | Österåker, Södermanland |       | 59.121865, 15.948576 | 10039500190002 | Ladda upp en bild av detta fornminne |
| Ramshällshagen (Österåker 20:1) | Stenkrets    |              | Österåker, Södermanland |       | 59.125830, 15.939325 | 10039500200001 | Ladda upp en bild av detta fornminne |
| Ramshällshagen (Österåker 20:2) | Hög          |              | Österåker, Södermanland |       | 59.125704, 15.939533 | 10039500200002 | Ladda upp en bild av detta fornminne |
| Ramshällshagen (Österåker 20:3) | Stensättning |              | Österåker, Södermanland |       | 59.125650, 15.939707 | 10039500200003 | Ladda upp en bild av detta fornminne |
| Österåker 21:1                  | Hög          |              | Österåker, Södermanland |       | 59.125235, 15.940895 | 10039500210001 | Ladda upp en bild av detta fornminne |
| Österåker 21:2                  | Hög          |              | Österåker, Södermanland |       | 59.125182, 15.940973 | 10039500210002 | Ladda upp en bild av detta fornminne |
| Österåker 21:3                  | Hög          |              | Österåker, Södermanland |       | 59.125125, 15.941080 | 10039500210003 | Ladda upp en bild av detta fornminne |
| Österåker 29:1                  | Stensättning |              | Österåker, Södermanland |       | 59.148113, 15.899195 | 10039500290001 | Ladda upp en bild av detta fornminne |
| Österåker 29:2                  | Stensättning |              | Österåker, Södermanland |       | 59.148185, 15.898968 | 10039500290002 | Ladda upp en bild av detta fornminne |
| Österåker 41:1                  | Stensättning |              | Österåker, Södermanland |       | 59.126622, 15.976275 | 10039500410001 | Ladda upp en bild av detta fornminne |
| Österåker 42:1                  | Stensättning |              | Österåker, Södermanland |       | 59.126191, 15.976375 | 10039500420001 | Ladda upp en bild av detta fornminne |
| Österåker 42:2                  | Stensättning |              | Österåker, Södermanland |       | 59.125930, 15.976581 | 10039500420002 | Ladda upp en bild av detta fornminne |
| Österåker 46:2                  | Stensättning |              | Österåker, Södermanland |       | 59.108126, 15.999969 | 10039500460002 | Ladda upp en bild av detta fornminne |
| Österåker 46:3                  | Stensättning |              | Österåker, Södermanland |       | 59.108324, 15.999988 | 10039500460003 | Ladda upp en bild av detta fornminne |
| Österåker 46:4                  | Stensättning |              | Österåker, Södermanland |       | 59.108252, 16.000179 | 10039500460004 | Ladda upp en bild av detta fornminne |
| Österåker 47:1                  | Stensättning |              | Österåker, Södermanland |       | 59.108061, 15.998534 | 10039500470001 | Ladda upp en bild av detta fornminne |
| Österåker 48:1                  | Stensättning |              | Österåker, Södermanland |       | 59.108681, 15.996372 | 10039500480001 | Ladda upp en bild av detta fornminne |
| Österåker 70:1                  | Röse         |              | Österåker, Södermanland |       | 59.115964, 15.950924 | 10039500700001 | Ladda upp en bild av detta fornminne |